# William Ramsey (Politiker)
William Ramsey (* 7. September 1779 in Sterretts Gap, Cumberland County, Pennsylvania; † 29. September 1831 in Carlisle, Pennsylvania) war ein US-amerikanischer Politiker. Zwischen 1827 und 1831 vertrat er den Bundesstaat Pennsylvania im US-Repräsentantenhaus.

## Werdegang
William Ramsey besuchte die öffentlichen Schulen seiner Heimat. Im Jahr 1803 wurde er im Cumberland County zum Leiter der Landvermessung (Surveyor) ernannt. Außerdem war er Gerichtsdiener am dortigen Vormundschaftsgericht. Nach einem Jurastudium und seiner Zulassung als Rechtsanwalt begann er in Carlisle in diesem Beruf zu arbeiten. In den 1820er Jahren schloss er sich der Bewegung um den späteren US-Präsidenten Andrew Jackson an und wurde Mitglied der von diesem 1828 gegründeten Demokratischen Partei.
Bei den Kongresswahlen des Jahres 1826 wurde Ramsey im elften Wahlbezirk von Pennsylvania in das US-Repräsentantenhaus in Washington, D.C. gewählt, wo er am 4. März 1827 die Nachfolge von John Findlay antrat. Nach zwei Wiederwahlen konnte er bis zu seinem Tod am 29. September 1831 im Kongress verbleiben. Diese Zeit war bis 1829 von heftigen Diskussionen zwischen den Anhängern von Andrew Jackson und denen von Präsident John Quincy Adams bzw. Henry Clay bestimmt. Seit dem Amtsantritt von Präsident Jackson im Jahr 1829 wurde innerhalb und außerhalb des Kongresses heftig über dessen Politik diskutiert. Dabei ging es um die umstrittene Durchsetzung des Indian Removal Act, den Konflikt mit dem Staat South Carolina, der in der Nullifikationskrise gipfelte, und die Bankenpolitik des Präsidenten.